# Alexandar Borkovic
Alexandar Borkovic (* 11. Juni 1999 in Wien) ist ein österreichischer Fußballspieler. Er steht beim SK Sturm Graz unter Vertrag und war Nachwuchsnationalspieler.

## Karriere

### Verein
Borkovic begann seine Karriere beim KSV Ankerbrot Montelaa. 2007 kam er in die Jugend des FK Austria Wien und durchlief dessen Nachwuchsakademie. Im März 2016 debütierte er für die Amateurmannschaft der Austria in der Regionalliga, als er am 18. Spieltag der Saison 2015/16 gegen den First Vienna FC in der Nachspielzeit für Marko Zlatković eingewechselt wurde.
Zur Folgesaison erhielt Borkovic, der zu jenem Zeitpunkt erst drei Regionalligapartien zu Buche stehen hatte, einen bis Juni 2019 gültigen Profivertrag und rückte in den Bundesligakader auf, dieser Vertrag wurde Ende Mai 2019 bis im Sommer 2022 verlängert. Im Februar 2017 stand der Innenverteidiger am 23. Spieltag jener Saison gegen den SCR Altach in der Startelf, es folgte noch ein Spiel später eine Einwechslung, bevor er verletzungsbedingt für den Rest der Saison ausfiel. In der Folge konnte sich der Wiener gegen sechs weitere Innenverteidiger, darunter Heiko Westermann und Michael Madl, nicht durchsetzen, spielte aber auch erstmals in der Europa League, wo ihm im ersten Gruppenspiel gegen die AC Mailand das einzige Tor für sein Team gelang. Es folgten weitere Verletzungspausen, zwischen 2018 und 2019 war Borkovic dann auch wieder häufiger für die Reserve, die mittlerweile in der 2. Liga spielte, am Ball. Im Wechsel mit Erik Palmer-Brown und Michael Madl stand der Abwehrspieler als Teil einer Vierer- oder Fünferkette wieder häufig in der Startelf der ersten Mannschaft, wurde vereinzelt auch als Linksverteidiger oder im defensiven Mittelfeld eingesetzt. In den beiden ligainternen Play-offs zur Europa League gegen den TSV Hartberg kam Borkovic jeweils von Anfang zum Einsatz, scheiterte aber mit dem Team.
Zur Spielzeit 2020/21 wechselte der Verteidiger zur Regionalligamannschaft des deutschen Bundesligisten TSG 1899 Hoffenheim. Im August 2021 kehrte er leihweise für zwei Jahre wieder nach Österreich zurück und schloss sich dem SK Sturm Graz an. In seiner ersten Saison spielte er aber bei den Steirern keine Rolle und kam nur zu sieben Ligaeinsätzen. In der Saison 2022/23 konnte er sich dann aber immer öfter in der Innenverteidigung Sturms empfehlen und nach 25 Pflichtspieleinsätzen zog Sturm Graz im Mai 2023 eine verankerte Kaufoption und band Borkovic bis 2026 an sich.

### Nationalmannschaft
Borkovic spielte 2014 erstmals für eine österreichische Auswahl. Mit der U17-Nationalmannschaft nahm er 2016 an der Europameisterschaft teil. Borkovic kam jedoch nur zu einem Einsatz gegen Deutschland.
Im September 2016 spielte er gegen Belgien erstmals für die U18-Auswahl. Im August 2017 kam er gegen Norwegen zu seinem ersten Einsatz für die U19-Mannschaft. Im März 2019 spielte er gegen Norwegen erstmals für die U20-Auswahl.
Im Juni 2019 debütierte er gegen Frankreich für die U21-Auswahl.

## Erfolge
- Österreichischer Meister: 2024, 2025
- Österreichischer Cup-Sieger: 2023, 2024